# Pierre Vergniaud
Pierre-Victurnien Vergniaud (ur. 31 maja 1753 w Limoges, zm. 31 października 1793 w Paryżu) – polityk francuski czasów Wielkiej Rewolucji, żyrondysta. 

## Życiorys
Pochodził z rodziny kupieckiej z Limoges. Odebrał staranne wykształcenie dzięki pomocy Turgota, późniejszego ministra finansów w schyłkowej fazie rządów Ludwika XVI. Ukończył kolegium jezuickie w Limoges, a następnie studia prawnicze i został adwokatem przy trybunale w Bordeaux. W roku 1789, już po wybuchu rewolucji, włączył się aktywnie w życie polityczne swojego departamentu, wchodząc do rady zarządzającej regionem Gironde. W wyborach do Legislatywy w 1791 r. został wybrany posłem z tego departamentu. 
Szybko zwrócił na siebie uwagę jako niezwykle utalentowany mówca, zauważony już po swoim pierwszym wystąpieniu - mowie o konfiskacie majątków niechętnych rewolucji emigrantów. Opowiadał się za surowym traktowaniem duchownych niechętnych konstytucji cywilnej. Obok Brissota był najważniejszym przywódcą umiarkowanych żyrondystów. Był zwolennikiem agresywnej polityki zagranicznej Francji. 3 lipca 1791 ogłosił, iż "ojczyzna jest w niebezpieczeństwie" (la patrie en danger), co stało się jednym z najsłynniejszych haseł rewolucji. Do 1792 pozostawał zwolennikiem monarchii, za republiką zaczął opowiadać się dopiero po nieudanej próbie ucieczki króla do Varennes w czerwcu 1792 oraz po ujawnieniu zakulisowych działań Ludwika XVI mających na celu zdławienie rewolucji.
W dniu obalenia monarchii 10 sierpnia 1792 r. Pierre Vergniaud prezydował obradom Legislatywy i w imieniu zgromadzenia odmówił rodzinie królewskiej ochrony. Zgłosił również wniosek o samorozwiązanie parlamentu i rozpisanie wyborów do nowego, jak się zresztą stało. Został ponownie wybrany posłem Gironde do Konwentu Narodowego, gdzie znalazł się na prawicy (wobec radykalizacji zgromadzenia). Potępił masakry z września tego samego roku, oskarżając o nie jakobinów. Znalazł się wówczas w konflikcie z komuną Paryża.
W czasie procesu Ludwika XVI bezskutecznie próbował przeforsować w parlamencie decyzję o rozpisaniu referendum i tym samym przekazaniu decyzji o losie króla w ręce całego narodu. Jednak w czasie ostatecznego, jawnego głosowania nad wyrokiem Vergniaud zagłosował za śmiercią.
W kwietniu 1793 Vergniaud oprotestował – ponownie bez skutku – pomysł stworzenia Trybunału Rewolucyjnego, co stało się dla posłów Góry (jakobinów i kordelierów) pretekstem do rozpętania kampanii ukazującej żyrondystów jako zdrajców rewolucji i wrogów ludu. Rosnąca wrogość wobec żyrondystów w Konwencie i w rewolucyjnym Paryżu zmusiła Vergniauda do ukrywania się. Starał się jednak w miarę możliwości odpierać w parlamencie niektóre zarzuty, jednak dawnej popularności nie był w stanie odzyskać. 2 czerwca 1793 tłum sankiulotów otoczył Konwent i zażądał aresztowania czołowych żyrondystów, co też nastąpiło. Przez miesiąc Pierre Vergniaud przebywał w areszcie domowym, następnie w więzieniu La Force, w dawnym klasztorze karmelitów i wreszcie Conciergerie. 
W październiku 1793 uwięzieni żyrondyści zostali postawieni przed Trybunałem Rewolucyjnym. Po trzydniowym procesie, którego wynik był z góry przesądzony, wszyscy zostali skazani na śmierć. Pierre Vergniaud został zgilotynowany 31 października na Placu Rewolucji jako ostatni.